# Кладањски партизански одред
Кладањски народноослободилачки партизански (НОП) одред је био партизанска јединица у саставу Народноослободилачке војске и партизанских одреда Југославије током Другог светског рата у Југославији.

## Историјат
Формиран је у септембру 1943. од 100 наоружаних бораца из рејона Кладња и Олова. Дејствовао је на подручју горњег тока Дрињаче. Основни задатак
био је борба против усташке милиције и четника на простору Кладањ, Олово и Ступари. Повремено је вршио посадну службу у ослобођеном Кладњу и обезбеђивао позадинске установе. У марту 1944. припојен му је део бораца Озренског НОПО, кад је назван Кладањско-озренски НОП одред. Са јединицама 16, 27. и 38. дивизије НОВЈ учествовао је у многим акцијама, а нарочито у борбама за Кладањ који је неколико пута ослобађан (4. маја, 29. јула, 1. септембра и 26. октобра 1944). Највеће борбе имао је у децембру 1944. кад је заједно с јединицама 27. дивизије учествовао у разбијању четника који су покушали да продру у Тузлу. Фебруара 1945. спојен је са Бирчанским НОПО у Бирчанско-кладањски НОП одред. До краја рата Одред је израстао у јединицу са око 350 бораца, која је одиграла крупну улогу у коначном чишћењу подручја на којем је дејствовала против преосталих усташа и четника. Одред је имао значајну улогу у борби за јединство Срба и Муслимана.